# Орлов (лунный кратер)
Кратер Орлов (лат. Orlov), не путать с кратером Орлова на Венере, — большой древний ударный кратер в южном полушарии обратной стороны Луны. Название присвоено в честь советских астрономов Александра Яковлевича Орлова (1880—1954) и Сергея Владимировича Орлова (1880—1958); утверждено Международным астрономическим союзом в 1970 г. Образование кратера относится к нектарскому периоду.

## Описание кратера
Ближайшими соседями кратера являются кратер Нассау на западе; кратер Де Фриз на севере-северо-западе; кратер Бок на севере-северо-востоке; кратер Снядецкий на северо-востоке; кратер Румфорд на юго-востоке и кратер Левенгук на юго-западе. На северо-востоке от кратера расположено Озеро Забвения. Селенографические координаты центра кратера 25°46′ ю. ш. 175°05′ з. д. / 25,77° ю. ш. 175,08° з. д., диаметр 72,9 км, глубина 2,8 км.
Кратер Орлов имеет полигональную форму с выступом в юго-западной части и значительно разрушен. Вал сглажен, северная часть вала частично перекрыта большим сателлитным кратером Орлов Y (см. ниже) и практически сравнялась с окружающей местностью, к юго-западной части вала примыкает сателлитный кратер Левенгук Е, так что южная оконечность вала кратера Орлов переходит в восточную часть вала кратера Левенгук Е. Внутренний склон вала террасовидной структуры, особенно заметной в юго-западной части, где склон имеет значительно большую ширину. Высота вала над окружающей местностью достигает 1360 м, объем кратера составляет приблизительно 6100 км³. Дно чаши сравнительно ровное, с цепочкой из нескольких центральных пиков протянувшейся с запада на восток. Состав центральных пиков — анортозит (A), габбро-норито-троктолитовый анортозит с содержанием плагиоклаза 85-90 % (GNTA1); габбро-норито-троктолитовый анортозит с содержанием плагиоклаза 80-85 % (GNTA2) и анортозитовый габбро-норит (AGN).

## Сателлитные кратеры
| Орлов | Координаты                                              | Диаметр, км |
| ----- | ------------------------------------------------------- | ----------- |
| D     | 24°49′ ю. ш. 173°31′ з. д. / 24,82° ю. ш. 173,51° з. д. | 19,2        |
| Y     | 22°50′ ю. ш. 175°22′ з. д. / 22,84° ю. ш. 175,37° з. д. | 120,0       |

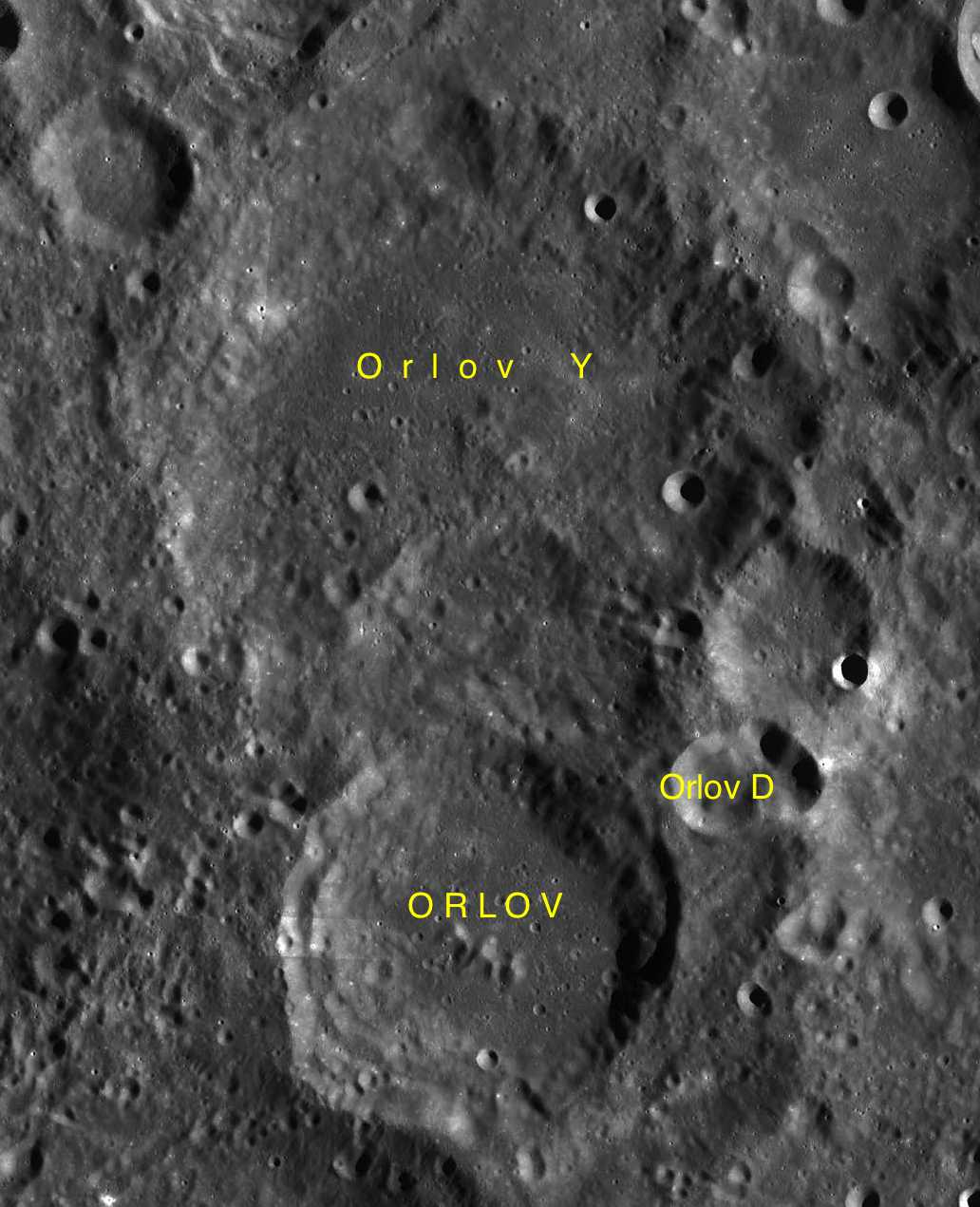
Фрагмент карты LAC-104.

- Образование сателлитного кратера Орлов Y относится к донектарскому периоду[1].